# 枝翅珠子木
枝翅珠子木（学名：Phyllanthodendron dunnianum）为大戟科珠子木属下的一个种。

## 扩展阅读
- 維基物種上的相關：枝翅珠子木